# Cianát

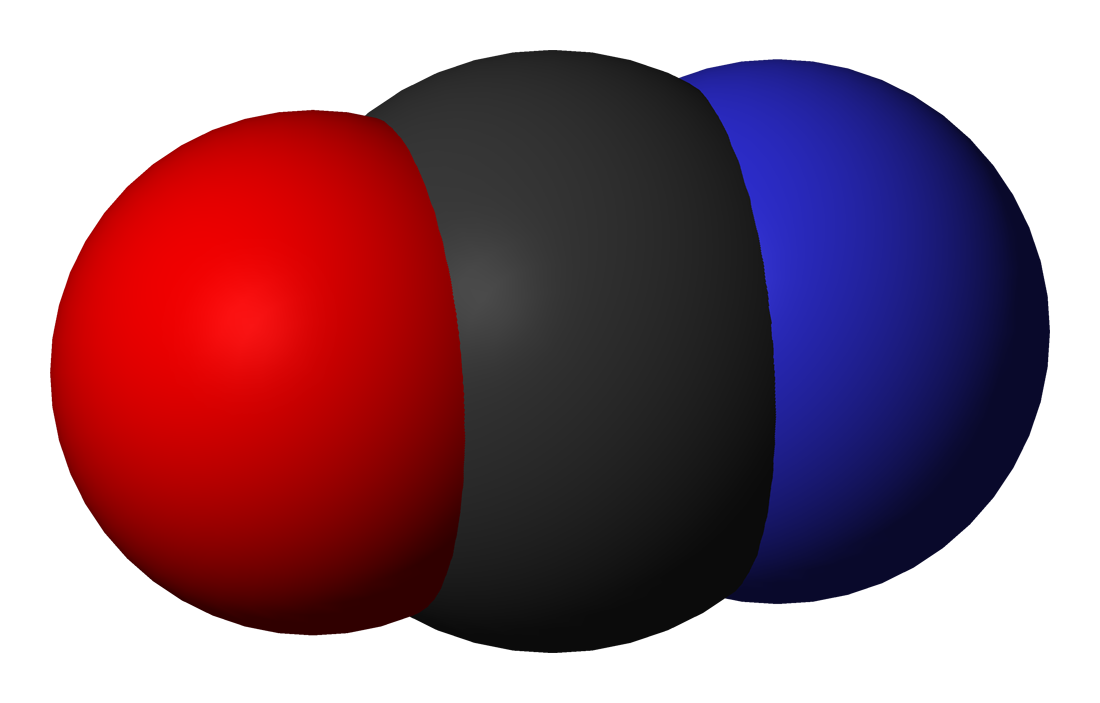
A cianát anion kalottamodellje.

A cianát anion olyan ion, amely egy oxigén-, egy szén- és egy nitrogénatomból áll, melyek ebben a sorrendben kapcsolódnak egymáshoz ([OCN]−). A cianátion egy egységnyi negatív töltéssel rendelkezik, melyet nagyrészt a nitrogénatom hordoz. A szerves vegyületekben a cianátcsoport egy funkciós csoport.

## Szerkezet
A cianát anion szerkezete két kanonikus szerkezet súlyozott átlagának fogható fel:
A két határszerkezetből következő rezonanciahibrid az alábbi módon írható fel:
A cianátion izoelektronos a szén-dioxiddal, így alakja ahhoz hasonlóan lineáris.
A fulminátion – [ONC]− – kémiai képlete azonos, de szerkezete eltérő: a cianát szerkezeti izomerje.

## Reakciói
A cianátion a nukleofil szubsztitúciós reakciókban ambidens nukleofilként viselkedik, mivel (kivételesen) R–OCN alkil-cianátot és (általában) R–NCO alkil-izocianátot képezhet. Aril-cianátok (C6H5OCN) fenol és cián-klorid reakciója során állíthatók elő bázis jelenlétében.
A cianátion a cianidokhoz képest viszonylag nem mérgező. Ezt a tényt használják ki a cianid mentesítése során, amikor oxidálószerekkel – például permanganáttal és hidrogén-peroxiddal – a mérgező cianidot kevésbé ártalmas cianáttá alakítják.

## Cianátok
A cianátok a ciánsav sói vagy észterei, ilyen például a kálium-cianát (KOCN) vagy a metil-cianát. 

## Fordítás
- Ez a szócikk részben vagy egészben a Cyanate című angol Wikipédia-szócikk ezen változatának fordításán alapul.  Az eredeti cikk szerkesztőit annak laptörténete sorolja fel. Ez a jelzés csupán a megfogalmazás eredetét és a szerzői jogokat jelzi, nem szolgál a cikkben szereplő információk forrásmegjelöléseként.